# Philonotis microthamnia
Philonotis microthamnia är en bladmossart som beskrevs av Brotherus 1897. Philonotis microthamnia ingår i släktet källmossor, och familjen Bartramiaceae. Inga underarter finns listade i Catalogue of Life.